# Tordable
Tordable es una granja del municipio español de Villalmanzo, perteneciente a la provincia de Burgos, en la comunidad autónoma de Castilla y León.

## Historia
Hacia mediados del siglo XIX, el lugar, ya por entonces perteneciente al municipio de Villalmanzo, estaba despoblado. Aparece descrito en el decimoquinto volumen del Diccionario geográfico-estadístico-histórico de España y sus posesiones de Ultramar de Pascual Madoz con las siguientes palabras:

TORDABLE: desp. en la prov. de Búrgos, part. jud. de Lerma. sit. en el térm. y jurisd. de Villalmanzo, en la estremidad del valle titulado Val de Santillan; su desp. fue á principios del último siglo; algunos han conocido aun una casa, pero ya no hay vestigio alguno; fue granja de muy corto vecindario en la cual tuvieron jurisd. los regidores de Villalmanzo en calidad de alcaldes ordinarios.
(Madoz, 1849, p. 24)